# 네오플란 메가라이너
네오플란 메가라이너(영어: Neoplan Megaliner)은 독일 네오플란사가 이전에 생산했던 2층 버스로 1983년에 최초로 출시되었고 2000년에 후속 차종 없이 단종될 때까지 생산되었다.

## 개요
주로 유럽 시장을 타겟으로 설계되었으며, 점보크루저보다 짧고 기반 차량인 스카이라이너보다 조금 긴 것이 특징이다.
후기형은 1992년 독일 하노버에서 열린 모터쇼에서 발표했다. 길이 14.9미터, 차체 중량 19톤, 총중량 24톤의 초대형 버스로 수요 증가에 초점을 설계했다. 좌석 수는 84석과 86석으로 1층에 휠체어 대응 공간이 별도로 있다.
유럽 뿐만 아니라 일본 시장에도 도입되었는데, JR 버스 간토 1대만 8단 수동 변속기를 채택했으며 3대는 12단 자동 변속기를 채택했다. 전륜 2축 후륜 2축 4축 차량으로 뒷축에 회전 시 부하 경감을 위해 운전석에서 스위치를 조작해 견인으로 제어하는 수동 장치를 가지고 있다.

## 일본 내에서의 운용
당시 이용객이 가장 많았던 쓰쿠바호를 도입해 도쿄역 ~ 츠쿠바 센터 구간에 2000년에 4대를 수입해 운행을 시작했다. 굴절버스와 마찬가지로 일본에서 최대 길이인 12m를 초과되면서 운행에 지장이 생겼지만, 2002년 12월에 특수 차량과 관련된 법률이 개정되면서 정식적으로 운행을 시작했다.
또한 간토 철도에서 JR 버스 간토에서 2대를 임대해 운행한 적이 있다. 같은 해 11월에 수도권 신도시 철도 쓰쿠바 익스프레스의 개통으로 인해 쓰쿠바호의 수요가 감소되면서 간토 철도는 2대를 모두 반납했다.
2006년 6월 1일에 다이야 개정으로 JR 버스 간토가 쓰쿠바호 운행을 중단되면서 JR 서일본 버스에 배치되었다. 당시 드림호 도쿄역 ~ 오사카역 구간의 혼잡을 완화시키기 위해 같은 해 6월 14일부터 운행에 들어갔다. 같은 해 7월부터 임시편인 청춘 드림 오사카호(일본어: 青春メガドリーム号)를 운행하기 시작했다. 그러나 통행 도로의 제한이 있으며 주행 경로 시 일반 도로에 우회가 불가능 했기 때문에 운행 중단이 발생하는 경우 주차장이나 휴게소에서 대기할 수 있다는 안내 방송까지 했다. 그러나 2008년과 2009년에 발생한 화재 사고로 인해 전소된 차량이 폐차되고 이 중 전소되지 않는 2대는 현역에서 퇴역 후 독일에 반환되었다.

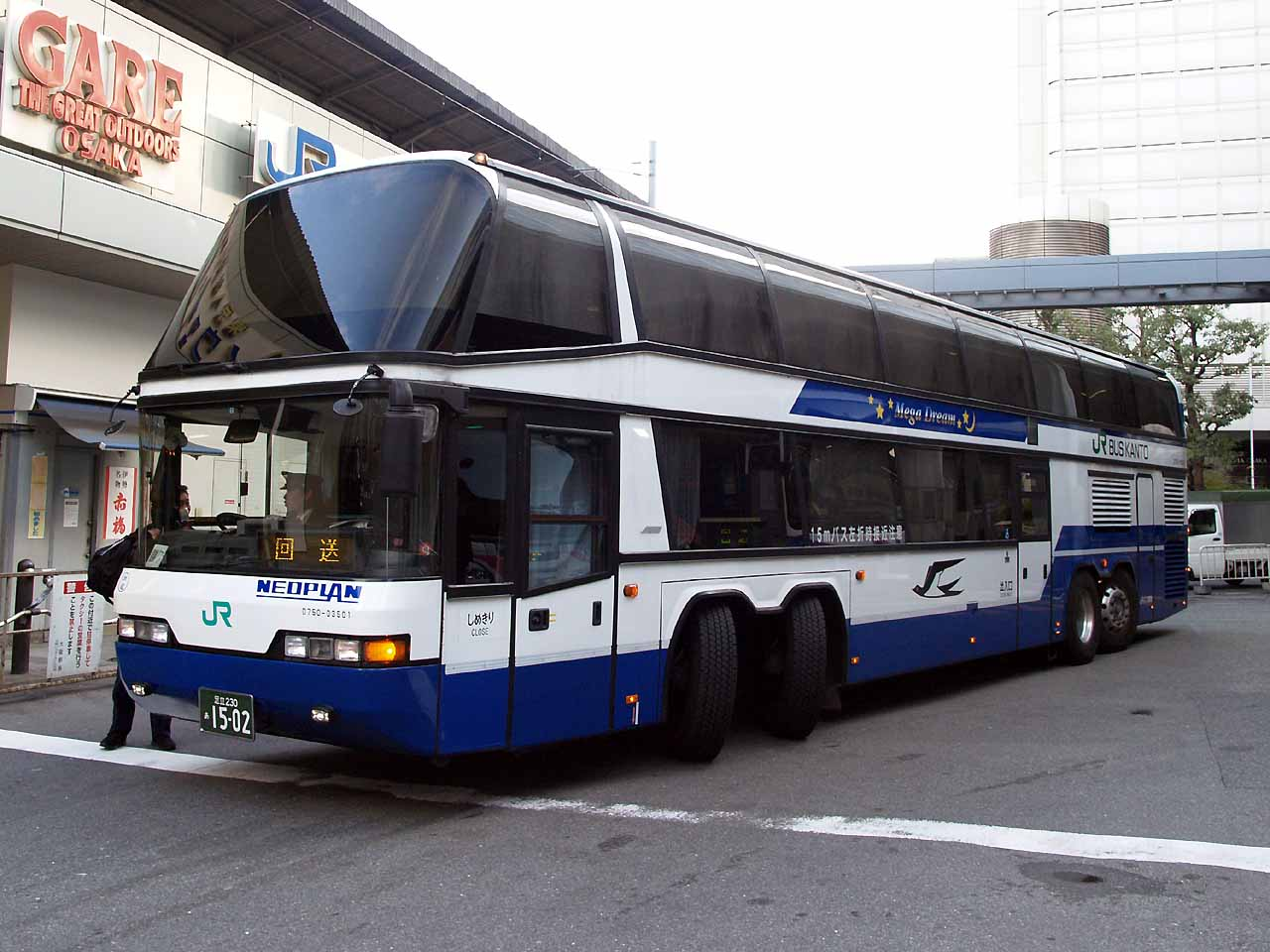
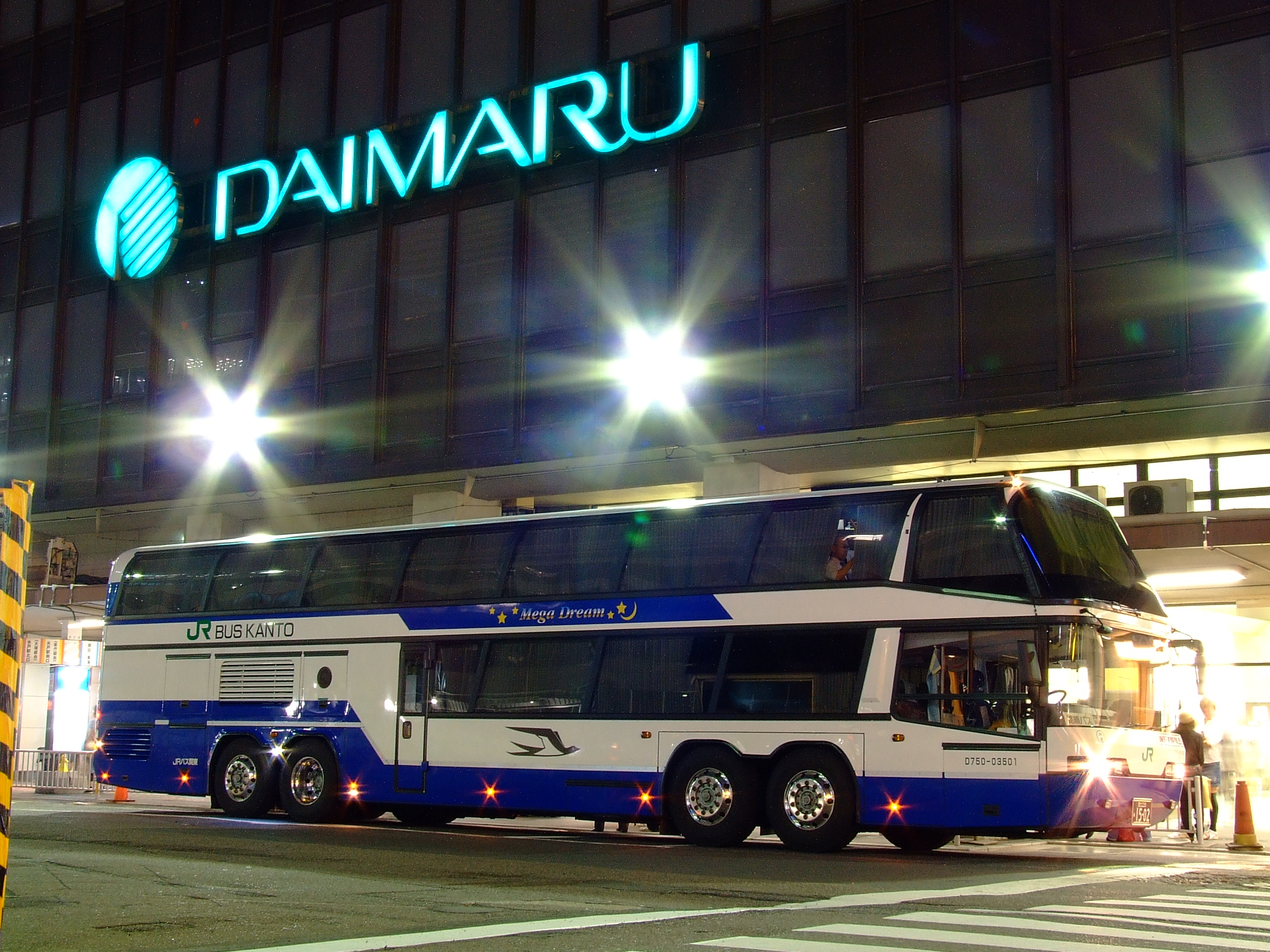
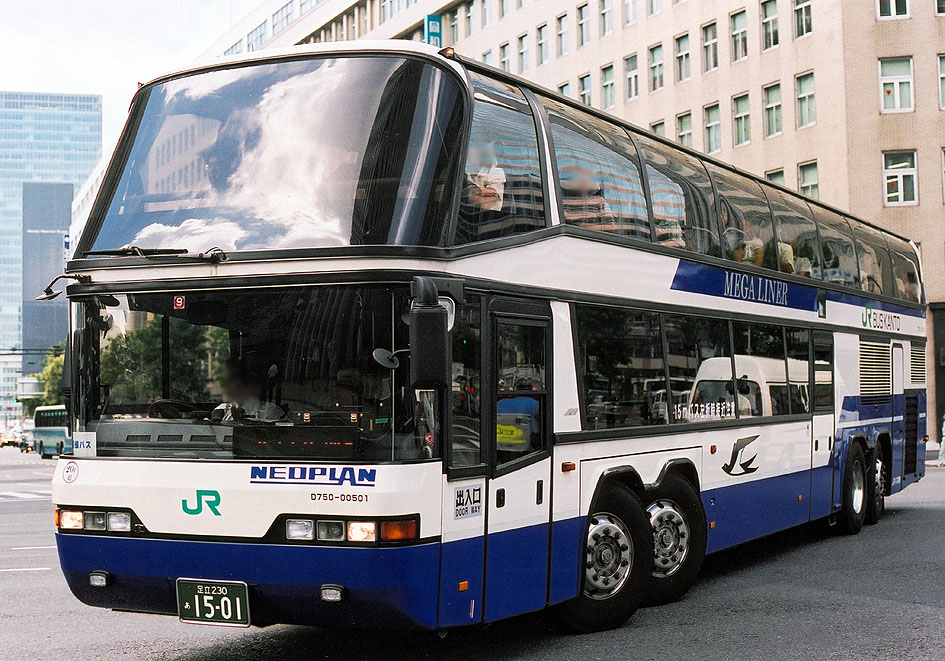
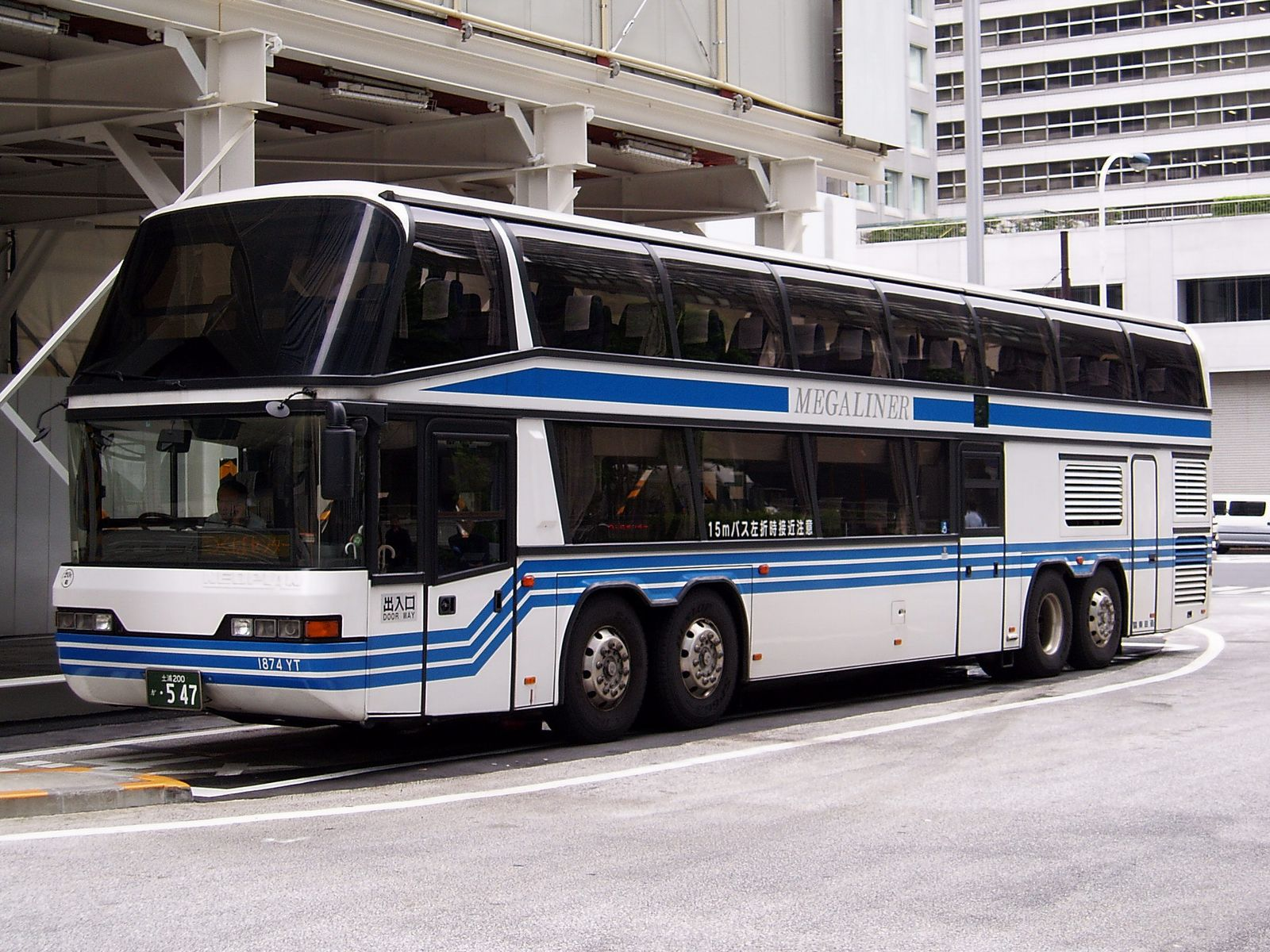

## 문제점

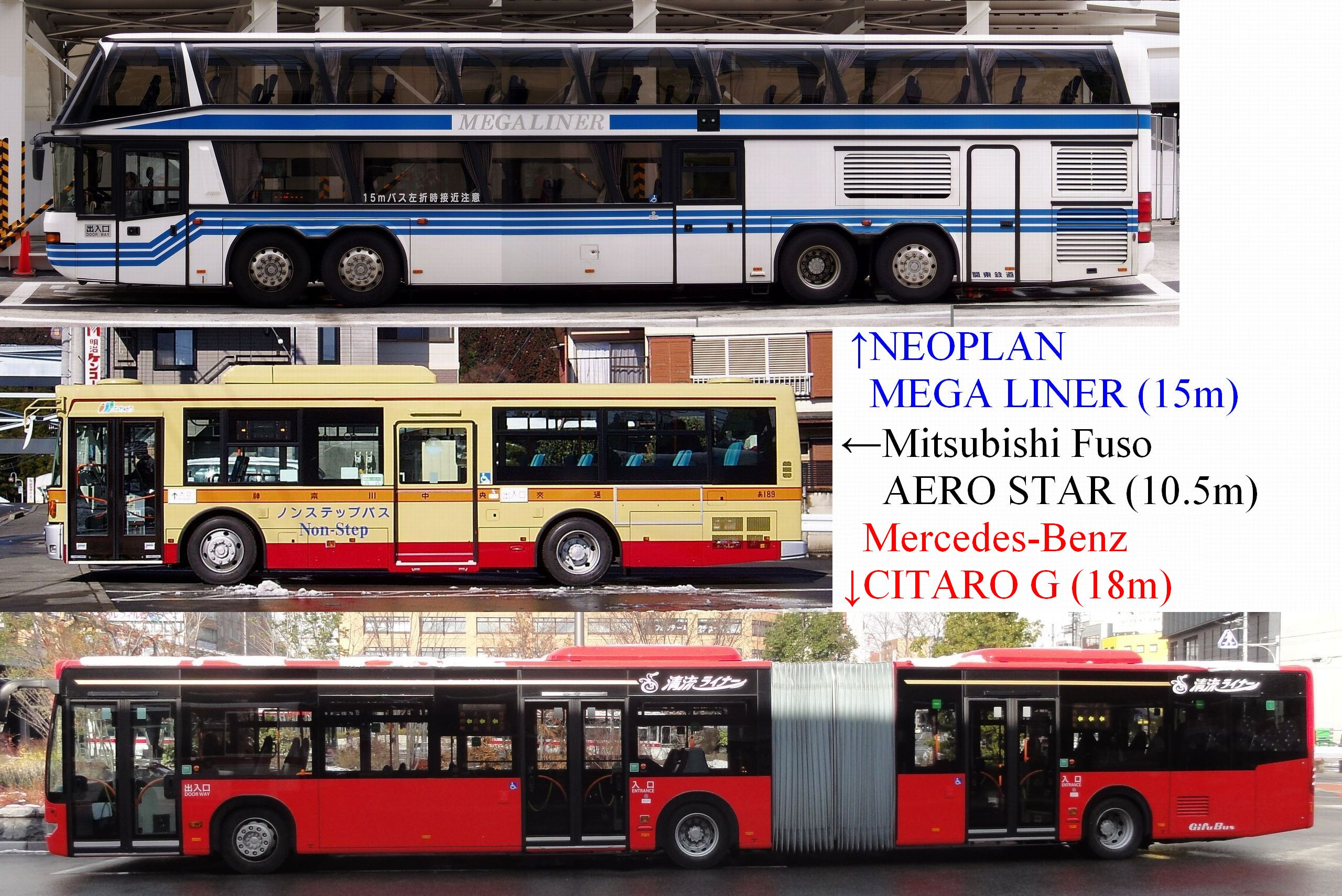
네오플란 메가라이너 (상)</br>미쓰비시후소 에어로스타 (중)</br>굴절버스 (하) 차량 비고

일본 내에서 주행하는 차량의 경우 차량 제한이 실시되면서 최고 한도 12m를 초과하고 있기 때문에 운행 경로 및 운행 시간을 위해 특수 차량 통행 허가가 필요했다. 주행 도로의 제한을 받기 때문에, 도로 정체 시 사고 및 통행 금지로 인해 우회 운전이 불가능하다는 단점이 있다.

## 사건 및 사고
- 2008년 5월 28일, 오사카역을 출발해 도쿄역을 향하던 청춘 드림 오사카(일본어: 青春メガドリーム) 2호 고속버스가 메이신 고속도로 오츠 휴게소 부군에서 화재가 발생하면서 차량이 모두 전소했다. 다행히 인명 피해는 없으나 이 사건의 계기로 청춘 드림 오사카호 운행을 모두 중단했다.[1][2] 전소된 차량은 같은 해 7월에 폐차되었다.[3]

- 2009년 3월 16일, 오사카역을 출발해 도쿄역을 향하던 청춘 드림 오사카(일본어: 青春メガドリーム) 2호 고속버스가 메이신 고속도로 마키노하라 휴게소 부군에서 화재가 발생하면서 차량이 모두 전소했다. 다행히 인명 피해는 없으나 이 사건의 계기로 일본 국토교통성의 결정으로 전 차량이 운행 중단과 동시에 현역에서 퇴역 후 전소되지 않는 2대는 독일로 반환되었다.[4][5] 같은 해 4월 18일에 JR 서일본은 청춘 드림 오사카(일본어: 青春メガドリーム) 등급 운행 시 미쓰비시후소 에어로킹 차량을 도입해 격일 운행을 했으나 같은 해 7월 10일에 폐지와 동시에 이후 좌석을 1열을 확장시키고 시트 피치를 좁힌 청춘 에코 드림호(일본어: 青春エコドリーム号)로 명칭이 변경되었다.

## 같이 보기
- 닛산 디젤 스페이스 드림
- 히노 그랜드뷰
- 2층 버스
- 미쓰비시후소 에어로킹
- 네오플란 스카이라이너